# Cobro
Cobro é uma povoação portuguesa sede da Freguesia de Cobro do Município de Mirandela, freguesia com 12,37 km² de área e 154 habitantes (censo de 2021), tendo, por isso, uma densidade populacional de 12,4 hab./km².

## Demografia
Nota: No ano de 1890 tinha anexada a freguesia de Vale Verde. Nos anos de 1911 a 1930 tinha anexada a freguesia de Barcel. Pelo decreto lei nº 27.424, de 31/12/1936, a freguesia de Barcel passou de novo a ser freguesia autónoma.
A população registada nos censos foi:
| Distribuição da População por Grupos Etários | Distribuição da População por Grupos Etários | Distribuição da População por Grupos Etários | Distribuição da População por Grupos Etários | Distribuição da População por Grupos Etários |
| -------------------------------------------- | -------------------------------------------- | -------------------------------------------- | -------------------------------------------- | -------------------------------------------- |
| Ano                                          | 0-14 Anos                                    | 15-24 Anos                                   | 25-64 Anos                                   | > 65 Anos                                    |
| 2001                                         | 39                                           | 28                                           | 127                                          | 48                                           |
| 2011                                         | 18                                           | 23                                           | 109                                          | 55                                           |
| 2021                                         | 9                                            | 9                                            | 81                                           | 55                                           |

## Povoações
- Cobro
- Rego de Vide